# Parti national Basotho
Le Parti national Basotho (en anglais : Basotho National Party abrégé BNP) est un parti politique du Lesotho, fondé en 1959 dans la colonie britannique du Basutoland en tant que Parti national du Basutoland par Joseph Leabua Jonathan.

## Histoire
Le Parti national Basotho est fondé en avril 1959 sous le nom de « Parti national Basutoland » en tant que troisième parti dans Basutoland de l'époque. Le premier président est le futur Premier ministre Leabua Jonathan. Contrairement au Parti du congrès du Basutoland (en) (BCP), le BNP est initialement anticommuniste, attaché au système de domination des chefs Basotho, à l'Église catholique romaine et aux autorités coloniales britanniques du Basutoland. Ainsi, les ecclésiastiques catholiques étrangers financent un journal qui attaque la BCP. Le BNP était moins critique à l'égard du régime d'apartheid en Afrique du Sud voisine que le BCP.

## Résultats électoraux

### Élections législatives
| Année | Voix    | %     | Sièges   | Rang |
| ----- | ------- | ----- | -------- | ---- |
| 1960  |         |       | 1 / 80   | 3e   |
| 1965  | 108 140 | 42,01 | 31 / 60  | 1er  |
| 1970  | 129 434 | 42,23 | 23 / 60  | 2e   |
| 1985  |         | 100   | 60 / 60  | 1er  |
| 1993  | 120 686 | 22,66 | 0 / 89   | 2e   |
| 1998  | 145 210 | 24,45 | 1 / 89   | 2e   |
| 2002  | 125 234 | 22,4  | 21 / 120 | 2e   |
| 2007  | 29 965  | 5,53  | 3 / 120  | 3e   |
| 2012  | 23 788  | 4,31  | 5 / 120  | 4e   |
| 2015  | 31 508  | 5,53  | 7 / 120  | 4e   |
| 2017  | 23 541  | 4,05  | 5 / 120  | 6e   |
| 2022  | 7 343   | 1,43  | 1 / 120  | 8e   |